# بیر (مریلند)
بیر (به انگلیسی: Bier) یک محدوده ثبت‌نشده در ایالات متحده آمریکا است که در شهرستان الیگنی، ایالت مریلند است و جمعیت آن در سرشماری سال ۲۰۱۰ میلادی، ۱۷۳ نفر بوده‌است.